# 53 Persei-variabel
53 Persei-variabeln, (SPB), är en pulserande variabel som är snarlik Beta Cephei-variablerna. Det är stjärnor i huvudserien av spektralklass B2 till B9, heta och massiva stjärnor. Perioden är förhållandevis kort period, vanligen 0,5 till 5 dygn och amplituden är liten. De pulserar ofta på ett komplicerat sätt med flera olika moder parallellt. Variablerna pulserar icke-radiellt, dvs. inte i volym, utan i form. De varierar också mera i ultraviolett ljus än i synligt.
De snarlika Beta Cephei-variablerna har ännu kortare perioder och pulserar med stjärntryck (p-mod), medan SPB-variablerna pulserar med gravitationspåverkan (g-mod).  51 stjärnor fanns registrerade 2007 och ytterligare 65 var misstänkta  som SPB-variabler. Några stjärnor finns registrerade som både BCEP- och SPB-variabler.
Variabeltypen kallas även pulserande blåvit variabel, därav GCVS-förkortningen SPB (Slowly Pulsating B-star).

## 53 Persei-variabler
Prototypstjärnan 53 Persei varierar mellan visuell magnitud +4,77 och 4,86 med en period av 2,1692 dygn.
De fem ljusstarkaste 53 Persei-variablerna på stjärnhimlen:
| Stjärna         | Visuell magnitud | Period (d) |
| --------------- | ---------------- | ---------- |
| Gamma Pegasi    | 2,82-2,86 V      | 0,151751   |
| Zeta Pegasi     | 3,40-3,41 V      | 0,95633    |
| Omikron Velorum | 3,57-3,63 V      | 2,79759    |
| Jota Herculis   | 2,93 (0,02) U    | 3,487      |
| Gamma Muscae    | 3,84-3,86 V      | 2,72926    |

### Fotnot
1. ↑  Visuellt magnitud enligt SIMBAD är 3,80[11]